# Alfredo Alcalá
Alfredo Alcalá Navarro (Ballesteros de Calatrava, Ciudad Real, 9 de enero de 1940 - Ferrol, 23 de diciembre de 2023) fue un arquitecto español.

## Biografía
Se tituló en la Escuela Técnica Superior de Arquitectura de Madrid en 1967, en la especialidad de Restauración de monumentos. Está colegiado en los Colegios Oficiales de Arquitectos de Galicia, de Andalucía oriental y de Madrid. Desde abril de 1984 es profesor de la Escuela Técnica Superior de Arquitectura de la Coruña, en el departamento de Proyectos. Es hermano del escritor Xavier Alcalá.

## Trayectoria
Alcalá es autor de numerosas obras y está considerado actualmente como uno de los arquitectos de obra más marcadamente personal. Entre sus obras más singulares están las intervenciones llevadas a cabo en el campus universitario de Ferrol, entre las que destaca la facultad de Humanidades. También es autor de la restauración del Convento de San Roque de Santiago de Compostela, de la restauración del foso del arsenal militar de Ferrol, de la rehabilitación de un edificio del siglo XVII para albergar el Ateneo Ferrolano, del trazado del barrio de Esteiro de Ferrol, o las actuaciones de restauración y rehabilitación llevadas a cabo en el Pazo de la Merced de Neda, para su uso como vivienda, primero, y establecimiento turístico después.
Fue parte del equipo de 5 arquitectos que diseñaron el Estadio Municipal de A Malata
También destaca como otra de sus grandes obras, ejemplo del estilo arquitectónico del brutalismo, las denominadas "Casas Rosas" en Caranza, Ferrol.

## Premios

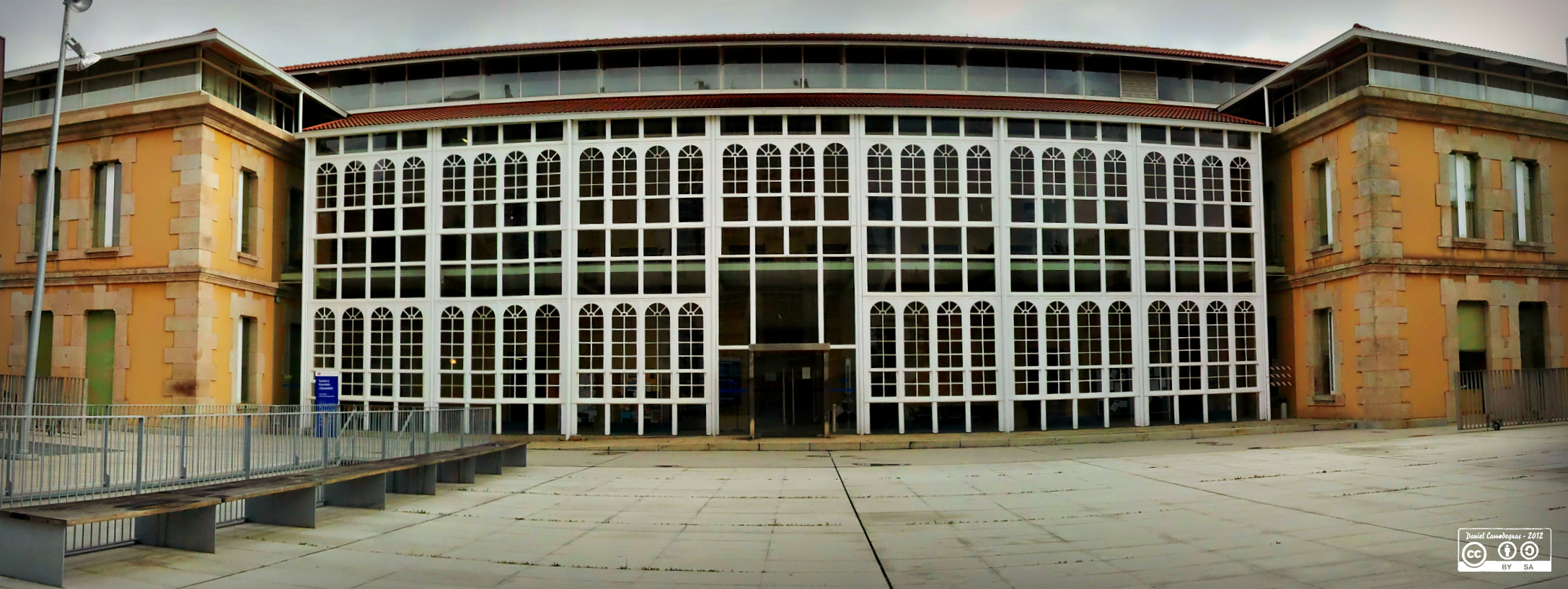
Facultad de Humanidades del campus de Esteiro, Ferrol.

Su obra le hizo acreedor de numerosos premios, entre los que destaca el premio de arquitectura Rodolfo Ucha (2006).

El día 29 de marzo de 2019 el Colegio Oficial de Arquitectos de Galicia (COAG) le otorgó el Premio Trayectoria Profesional de la XVIII edición de los Premios COAG por su trayectoria, por su continua innovación e investigación técnica y por la voluntad de incorporar su trabajo a las respuestas constructivas y plásticas de los materiales.